# Jimmie Hunt
Jimmie Hunt (* 14. September 1982 in Utica, New York) ist ein US-amerikanischer Basketballspieler.
Der 1,87 m große und 97 kg schwere Point Guard spielte für den slowenischen Club Kemoplast Alpos Sentjur, wo er auf durchschnittlich 18,4 Punkte und 3,0 Assists pro Spiel kam. Seit der Saison 2007/08 steht er beim deutschen Bundesligisten Skyliners Frankfurt unter Vertrag. Bekannt ist Hunt für seinen Auftritt als sechster Mann bei einem ULEB-Cup-Spiel der Skyliners: Hunt "übersah" damals, dass er ausgewechselt worden war und sorgte dadurch für ein technisches Foul, dass die Skyliners das Spiel kostete.